# Ватанабе Кадзуро
Кадзуро Ватанабе (渡辺 和郎; * 1 травня 1955, острів Хоккайдо) — японський астроном-аматор і першовідкривач астероїдів, член «Астрономічного товариства Японії» і «Східної астрономічної асоціації».
Є одним з найуспішніших першовідкривачів астероїдів. За весь час своїх спостережень виявив в цілому 669 астероїдів, більшість спільно з іншим японським астрономом Кін Ендате.
Також є автором або співавтором таких японських публікацій як «Мисливець за астероїдами», «Посібник з фотографування небесних тіл», «Зоряне небо нашої мрії» та інших. Часто публікується в японському журналі «Щомісячний астрономічний гід».
На знак визнання заслуг одному з астероїдів присвоєно ім'я «4155 Ватанабе».